# Marsch der Freiheit
Der Marsch der Freiheit fand am 10. Dezember 1989 während der Samtenen Revolution in der Tschechoslowakei an der tschechoslowakisch-österreichischen Grenze statt. Er wurde von den führenden Mitgliedern der Bewegung „Öffentlichkeit gegen Gewalt“, Jan Budai und Milan Kňažko, organisiert.

## Vorbereitungen in der Tschechoslowakei
Seit 4. Dezember war die österreichisch-tschechoslowakische Grenze geöffnet und durften die Bürger der Tschechoslowakei ausreisen. Der Eiserne Vorhang an der österreichisch-tschechoslowakischen Grenze stand noch, die kommunistische Alleinregierung in der Tschechoslowakei war in ihren letzten Tagen und wurde täglich durch Massenproteste der Bürger herausgefordert. Seitens der Organisatoren des Marschs der Freiheit wurde geplant, im Anschluss an eine Demonstration gegen die Kommunistische Alleinregierung, mit den Teilnehmern zur österreichischen Grenze und darüber hinaus zu marschieren, wobei unklar war, wie die tschechoslowakische Grenzpolizei auf diese Massenausreise reagieren würde.
Der Marsch der Freiheit war offenkundig an das Paneuropäische Picknick angelehnt und sollte auch dazu dienen die Reaktion der Regierung zu testen, nachdem der Eiserne Vorhang in Ungarn und der DDR bereits gefallen war.

## Vorbereitungen in Österreich
Auf österreichischer Seite wurde im Vorfeld mit Thomas Häringer Kontakt aufgenommen und dieser in die Aktion eingeweiht. Warum genau er von den Organisatoren ausgewählt wurde, ist unbekannt, dürfte aber mit einem früheren Besuch Häringers in der Tschechoslowakei zusammen hängen. Häringer informierte den Bürgermeister von Hainburg, Johann Ritter, über den geplanten Marsch der Freiheit. Es kam zu einem zweiten Treffen mit den Organisatoren des Marschs der Freiheit, bei dem dann von österreichischer Seite auch Vertreter des Außen-, Innen- und Verteidigungsministeriums zugegen waren und die Abläufe geklärt wurden.
Die österreichische Bevölkerung wurde kaum informiert und war in weiter Folge von der Dimension der Aktion stark überrascht. Da unklar war, wie die Behörden der Tschechoslowakei auf die Aktion reagieren werden, wurden von österreichischer Seite getarnt Vorbereitungen getroffen und eine Übung des Bundesheeres und des österreichischen Roten Kreuzes in Grenznähe angesetzt, bei der offiziell ein Flugzeugabsturz angenommen und für diesen Einsatzfall trainiert wurde. Unter dem Vorwand der Übung waren, unter anderem, eine hohe Anzahl von Elite-Soldaten des österreichischen Jagdkommandos zur Sicherung des österreichischen Bundesgebiets in Grenznähe in Bereitschaft. Auch der Personalstand in den nahen Spitälern wurde aufgestockt.

## Ablauf
Entgegen allen Befürchtungen lief die Aktion ruhig und friedlich in unerwarteten Dimensionen ab. Aufgrund der bewusst mangelnden Information der österreichischen Bevölkerung über die mögliche Größe der Aktion war diese, wenn überhaupt darauf vorbereitet, hoffnungslos überfordert ob der Anzahl der Besucher. So hatten sich zum Beispiel die Schauspieler der Burgspiele Hainburg vorgenommen, die Besucher mit Brot und Salz zu begrüßen, und hatten zu diesem Zweck 15 kg Brot vorbereitet. Die Gemeinde Hainburg hatte sich mit einer Palette Mineralwasser und ein paar Säcken Klopapier auf die Besucher gerüstet. 
Am 10. Dezember 1989 kamen, bei strahlendem Sonnenschein, 50.000 Besucher, darunter auch Alena Heribanová, über die tschechoslowakische Grenze und brachten ein 3 Meter hohes Herz geformt aus Stacheldraht und ein Plakat als Geschenk. In unglaublicher euphorischer Stimmung wurde gesungen und der Wandel der Zeit in entspannter Atmosphäre gefeiert. Am Ende gingen alle Besucher wieder zurück in die Tschechoslowakei, wo an diesem Tag Präsident Gustáv Husak, zum ersten Mal seit 1948, eine mehrheitlich nichtkommunistische Regierung des nationalen Einverständnisses unter Marián Čalfa angelobte und gleich darauf seinen Rücktritt einreichte.
Das Herz aus Stacheldraht stand in Hainburg als Denkmal an diesen Tag, bis es durch ein Hochwasser fortgespült wurde. Auf slowakischer Seite steht bis heute sein Gegenstück.